# 大島昌宏
大島 昌宏（おおしま まさひろ、1934年7月27日 - 1999年12月14日）は、日本の小説家。

## 来歴
福井県生まれ。福井県立藤島高等学校、日本大学芸術学部卒業。広告制作会社に勤務し、多くのテレビCM制作を手がける。1992年「九頭竜川」で新田次郎文学賞受賞。1994年「罪なくして斬らる」で中山義秀文学賞を受賞した。

## 著書
- 九頭竜川 新人物往来社 1991.8
- 罪なくして斬らる 小栗上野介 新潮社 1994.10 のち人物文庫
- 北の海鳴り 小説・中島三郎助 新人物往来社 1995.1
- そろばん武士道 新潮社 1996.2 のち人物文庫
- 炎の如く 由利公正　福井新聞社　1996.11
- 結城秀康 秀吉と家康を父に持つ男 1998.2 (PHP文庫)
- 柳生宗矩 徳川三代を支えた剣と智 1999.12 (PHP文庫)
- 幕末写真師下岡蓮杖 学陽書房 1999.2
- 海の隼 参謀・三浦按針 学陽書房 1999.12